# Lepisanthes mixta
Lepisanthes mixta är en kinesträdsväxtart som beskrevs av Leenh.. Lepisanthes mixta ingår i släktet Lepisanthes och familjen kinesträdsväxter. Inga underarter finns listade i Catalogue of Life.